# Ausstellung Eigenheim und Garten

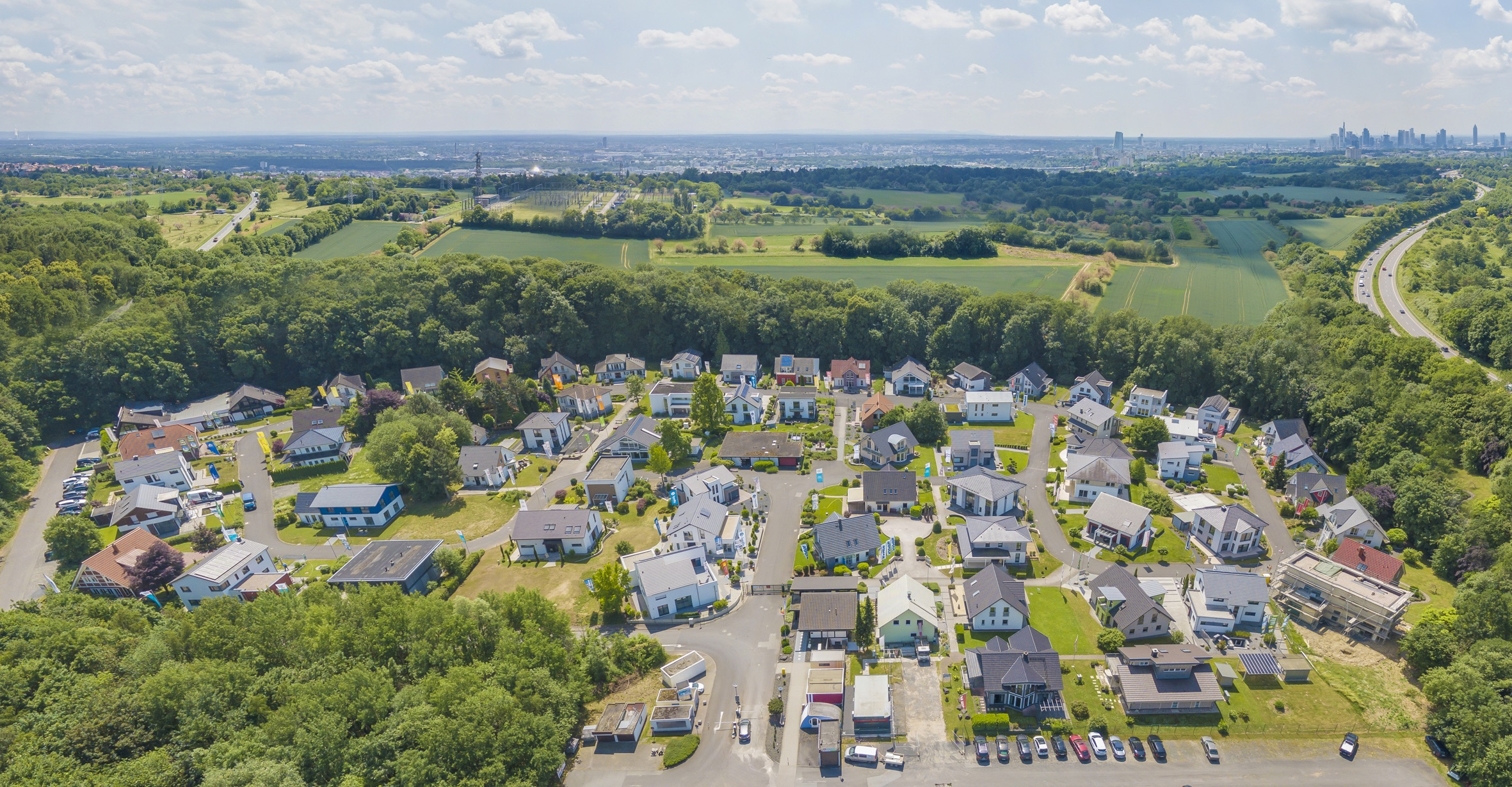
Musterhausausstellung der Ausstellung Eigenheim und Garten in Bad Vilbel bei Frankfurt

Die Ausstellung Eigenheim und Garten Betriebsgesellschaft mbH ist ein Betreiber von Verkaufsausstellungen für Fertighäuser. Die Gesellschaft hat ihren Sitz im baden-württembergischen Fellbach.
Die Gruppe betreibt an drei Standorten in Deutschland (Frankfurt am Main, Stuttgart und München) sowie im schweizerischen Suhr permanente Ausstellungen begehbarer Musterhäuser, beworben als Ausstellung Eigenheim und Garten bzw. Ausstellung Eigenheim & Garten. In diesen werden insgesamt rund 190 Häuser von 82 Herstellern gezeigt.
Ausstellung Eigenheim und Garten betreibt die größte deutsche Ausstellung dieser Art in Bad Vilbel bei Frankfurt sowie Deutschlands meistbesuchten Musterhauspark, das „Bauzentrum Poing“ bei München. Das Unternehmen gilt als Marktführer der Branche in Deutschland.

## Geschichte
Am 12. Juni 1971 eröffnete in Fellbach bei Stuttgart die europaweit erste dauerhafte Musterhausausstellung mit damals 25 Häusern (zunächst unter dem Namen „1. Europäisches Fertighaus- und Schwimmbad-Ausstellungszentrum“). Unternehmensgründer war Ottmar Strebel, der auch den Fachschriften-Verlag, ein Publikationshaus unter anderem für Bauzeitschriften und Fertighauskataloge, leitete.
1974 wurde auf 77.000 m² Fläche im Wuppertaler Stadtbezirk Oberbarmen, Ortsteil Nächstebreck, ein weiter Ausstellungspark eröffnet; hier waren rund 60 Musterhäuser zu sehen. Der Standort schloss Ende August 2013; Hintergrund war die Nichtverlängerung des Pachtvertrages für das Gelände durch die Stadt Wuppertal.
Die Ausstellungen in Bad Vilbel bei Frankfurt und Poing bei München öffneten 1983 bzw. 1999.
Von 1994 bis Ende 2004 betrieb Ausstellung Eigenheim und Garten in Glesien bei Leipzig die größte ostdeutsche Musterhausausstellung; auf 30.000 m² Fläche wurden hier 35 Häuser gezeigt.
Im Oktober 2007 eröffnete die Gruppe mit der „Home Expo“ in Suhr die erste Fertighausausstellung der Schweiz.

## Ausstellungen

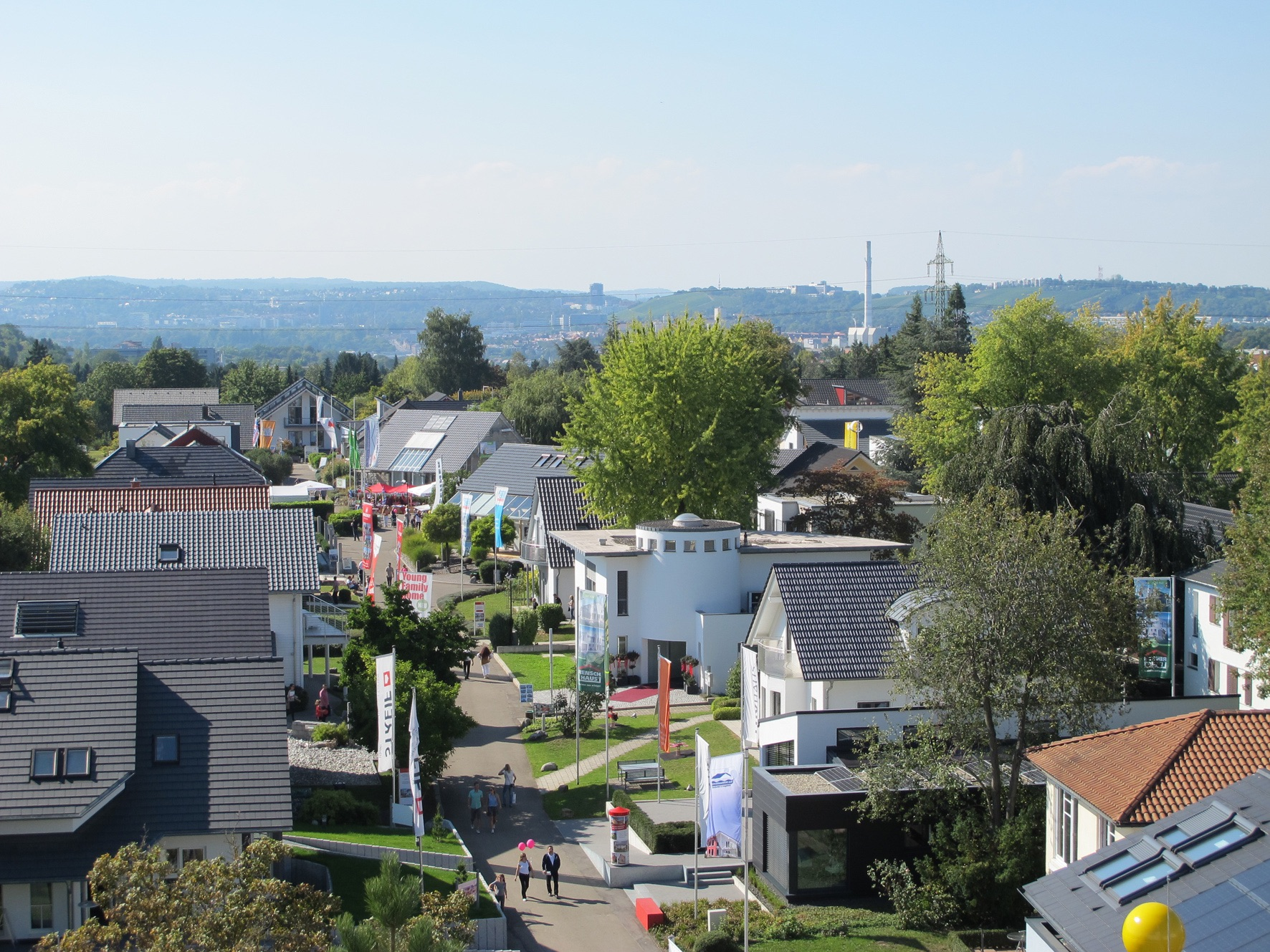
Ausstellung Eigenheim und Garten in Fellbach bei Stuttgart

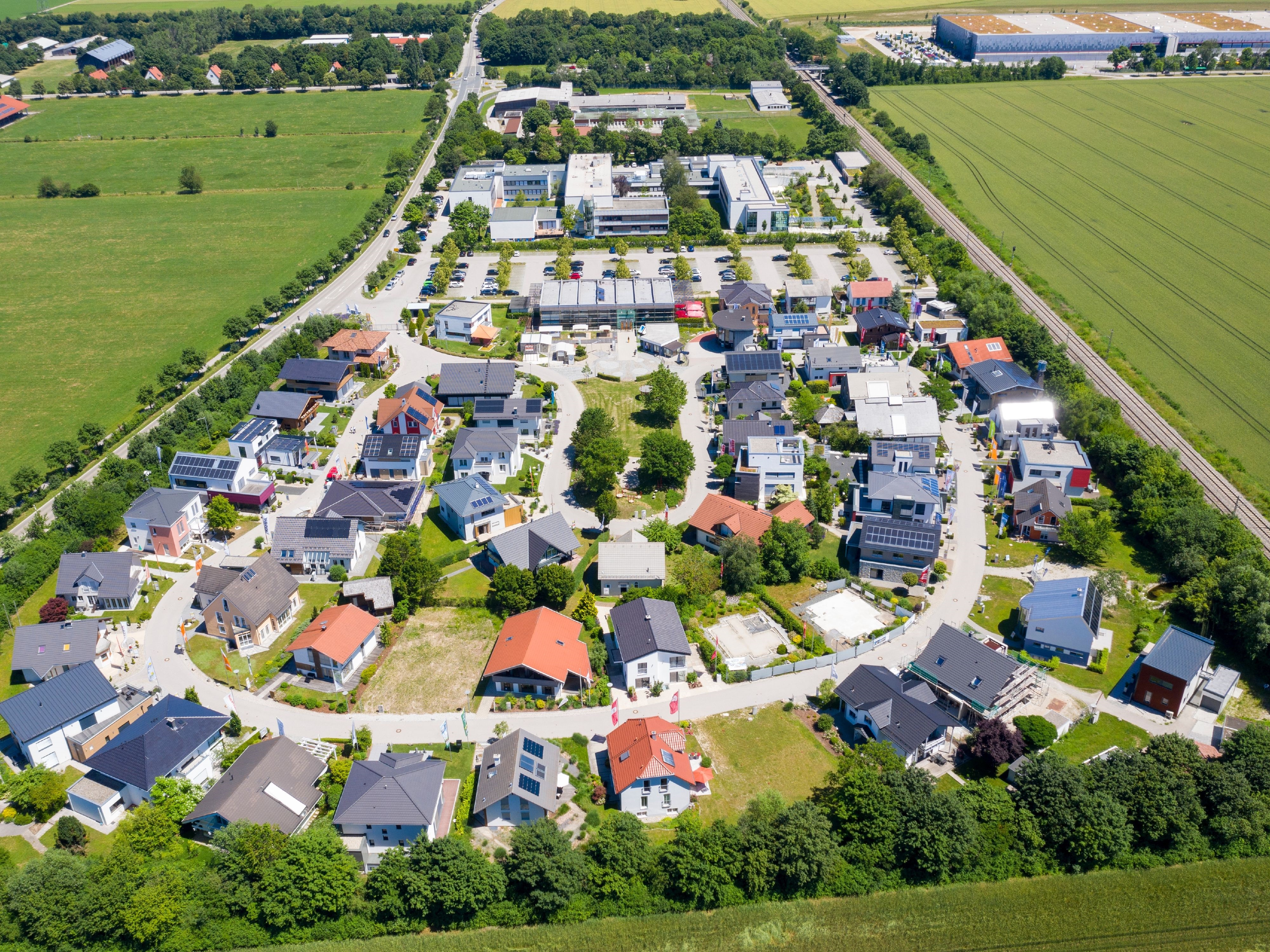
Bauzentrum Poing bei München

Die Ausstellungen zeigen voll ausgestattete und möblierte, meist in Holz-Systembauweise errichtete Musterhäuser von überwiegend deutschen Herstellern. Darüber hinaus bieten auf dem Gelände der Ausstellungen auch Firmen aus dem Bau- und Baunebengewerbe sowie Finanzdienstleister und Grundstücksvermittler ihre Produkte bzw. Dienstleistungen an.
Die Frankfurter „Eigenheim & Garten“-Ausstellung ist die größte deutsche Musterhausausstellung. Sie befindet sich in der hessischen Stadt Bad Vilbel, direkt an der nordöstlichen Frankfurter Stadtgrenze (50° 9′ 47,7″ N, 8° 43′ 56,2″ O). Auf 60.000 m² Fläche werden über 65 Musterhäuser präsentiert.
In der Stadt Fellbach (48° 48′ 54,6″ N, 9° 15′ 26,7″ O) bei Stuttgart zeigt die Ausstellung „Eigenheim & Garten“ 55 Häuser. Der Standort ist Deutschlands ältester ständiger Musterhauspark.
In der bayerischen Gemeinde Poing bei München (48° 9′ 51,3″ N, 11° 46′ 38,1″ O) werden in Kooperation mit der Messe München auf 59.000 m² Ausstellungsfläche rund 60 Musterhäuser gezeigt. Ergänzend zum regulären Ausstellungsbetrieb finden im „Bauzentrum Poing“ Vorträge zu Eigenheim-Themen und geführte thematische Ausstellungstouren statt. Das „Bauzentrum Poing“ ist die meistbesuchte Fertighausausstellung Deutschlands.
Die „Home Expo“ in Suhr im Schweizer Kanton Aargau zeigt 13 Musterhäuser; sie ist die einzige ständige Fertighausausstellung der Schweiz.